# Calleida decora
Calleida decora is een keversoort uit de familie van de loopkevers (Carabidae). De wetenschappelijke naam van de soort werd voor het eerst geldig gepubliceerd in 1801 door Johann Christian Fabricius.